# Dansk Landrace (svinerace)
 For alternative betydninger, se Dansk Landrace. (Se også artikler, som begynder med Dansk Landrace)
Dansk Landrace er en dansk svinerace. Racen er oprindeligt baseret på Hvid Dansk Landrace, men er gennem tiden blandet med andre racer.
Landrace er en hvid race, med hvid eller lyserød hud og lyse børster. Det er et langt og smalt svin, både hvad angår krop- og hovedfacon. Det har store hængende ører. Dets forpart er let mens bagparten er fyldig.
Søer af landrace har meget høj frugtbarhed og gode moderegenskaber.
I nutidens professionelle svineproduktion bliver racen oftest anvendt krydset med Yorkshire svin. Det er næsten kun avlstationerne som har de renracede eksemplarer. Til produktionen af slagtesvin bruges søer, som er en krydsning af landrace og Yorkshire. Disse søer bliver løbet (parret) eller insemineret (kunstigt befrugtet) med orner af en tredje race. Orneracen har typisk været Duroc, Hampshire eller krydsninger mellem de to racer. Dansk Svineproduktion besluttede at Hampshire fra 2007 udgik af avlssystemet. Det betyder at flertallet af danske slagtesvin i dag er krydsninger mellem Dansk Landrace, Dansk Yorkshire og Dansk Duroc.